# James Goldsmith
James Michael „Jimmy” Goldsmith (ur. 26 lutego 1933 w Paryżu, zm. 18 lipca 1997 w Benahavís) – brytyjsko-francuski finansista, przedsiębiorca, magnat prasowy i polityk, poseł do Parlamentu Europejskiego IV kadencji. Jego majątek szacowano na 2–2,5 miliarda dolarów amerykańskich.

## Życiorys
Syn katolickiej Francuzki i niemieckiego Żyda, pochodzącego z rodziny finansistów Goldschmidtów. Jego ojciec, Frank Goldsmith, był właścicielem luksusowych hoteli, zajmował się także działalnością polityczną jako poseł konserwatystów do Izby Gmin. James Goldsmith kształcił się w Eton College, porzucił jednak naukę w wieku 16 lat, aby zająć się biznesem. Był właścicielem przedsiębiorstwa farmaceutycznego, zaś w latach 60. na bazie nabytych firm spożywczych utworzył grupę Cavenham Foods. W 1969 założył we Francji kompanię inwestycyjną Générale Occidentale, którą kierował do 1987. Od lat 70. dokonywał przejęć różnych podupadających przedsiębiorstw, które po restrukturyzacji odsprzedawał z zyskiem. W 1986 nabył pakiet udziałów producenta opon i gumy Goodyear Tire and Rubber Company. Groźba przejęcia tej firmy doprowadziła do przesłuchań przed Kongresem Stanów Zjednoczonych. Ostatecznie koncern odkupił jego aktywa za 90 milionów dolarów amerykańskich.
Był wielokrotnym obiektem żartów ze strony satyrycznego magazynu „Private Eye”, przeciwko któremu złożył ponad 60 pozwów. Stał się także magnatem prasowym – nabył francuski tygodnik „L’Express”, wydawał również w Wielkiej Brytanii czasopismo „NOW!”, które nie utrzymało się na rynku.
W latach 90. aktywnie zaangażował się w działalność polityczną, reprezentując nurt eurosceptyczny. W wyborach w 1994 uzyskał we Francji mandat eurodeputowanego z ramienia Ruchu dla Francji, który zorganizował Philippe de Villiers. Założył następnie Referendum Party, ugrupowanie domagające się przeprowadzenia referendum mającego na celu ustalenie relacji Wielkiej Brytanii z Unią Europejską. Ugrupowanie to w wyborach w 1997 wystawiło kandydatów w ponad 540 okręgach do Izby Gmin, a James Goldsmith wyłożył na jego kampanię około 20 milionów funtów szterlingów. Kandydaci Referendum Party otrzymali w skali kraju około 800 tysięcy głosów, nie zdobyli żadnych mandatów, przyczyniając się jednocześnie do porażki wyborczej kilkunastu torysów. Lider partii startował bez powodzenia w okręgu wyborczym Putney, gdzie dostał około 1,5 tysiąca głosów.
W 1976 otrzymał tytuł honorowy sir, w 1978 został oficerem Legii Honorowej.

## Życie prywatne
Pierwszą żoną Jamesa Goldsmitha była córka boliwijskiego przedsiębiorcy Isabel Patiño, którą poślubił pomimo sprzeciwu jej rodziny i która zmarła kilka miesięcy później. Zawarł następnie związek małżeński z Ginette Lery. Jednocześnie w trakcie małżeństwa utrzymywał jawnie kochankę w Londynie, była to Annabel Vane-Tempest-Stewart, którą poślubił po zakończeniu drugiego małżeństwa rozwodem. Jednocześnie regularnie nadal spotykał się z Ginette Lery. W latach 90. jego partnerką życiową była ponadto Francuzka Laure Boulay de La Meurthe. James Goldsmith miał ośmioro dzieci (w tym Zaca Goldsmitha). Był właścicielem nieruchomości we Francji, Wielkiej Brytanii, Hiszpanii i Meksyku. W ostatnich latach życia chorował na raka trzustki, zmarł w 1997 na atak serca.